# XXIII Universiade
La XXIII Universiade estiva (2005 Dünya Üniversite Yaz Oyunları) si è svolta a Smirne, in Turchia, dall'11 al 22 agosto 2005. La manifestazione ha assegnato medaglie in 14 diversi sport.

## Immagine dei Giochi

### Mascotte
Efe è la mascotte ufficiale delle Universiadi di Smirne. Questo personaggio è stato disegnato dall'artista Abdurahman Tekin ed ha le sembianze di un martin pescatore di Smirne  che è uno dei rari uccelli migratori che popolano la regione della città durante il periodo migratorio. Il suo nome deriva dagli efe, valorosi guerrieri che combatterono anche durante la guerra di indipendenza turca.

## Risultati
- Nuoto

## Medagliere
| Medagliere    | Medagliere | Medagliere | Medagliere |
| Nazione       |            |            |            |
| ------------- | ---------- | ---------- | ---------- |
| Russia        | 26         | 16         | 23         |
| Cina          | 21         | 16         | 12         |
| Giappone      | 18         | 18         | 20         |
| Ucraina       | 18         | 16         | 18         |
| Stati Uniti   | 17         | 12         | 14         |
| Polonia       | 12         | 8          | 8          |
| Corea del Sud | 11         | 14         | 9          |
| Turchia       | 10         | 11         | 6          |
| Taipei Cinese | 6          | 2          | 4          |
| Italia        | 5          | 6          | 13         |